# Eternal (zespół muzyczny)
Eternal – brytyjska grupa muzyczna wykonująca R&B. Założona w 1992 w Londynie, działała do 2000. W skład zespołu wchodziły siostry Easther i Vernie Bennett, Kéllé Bryan i Louise Nurding. Największe przeboje zespołu to „I Wanna Be the Only One” i „Don’t You Love Me”.

## Dyskografia
- 1993: Always & Forever
- 1995: Power of a Woman
- 1997: Before the Rain
- 1997: Greatest Hits
- 1999: Eternal